# Бенари, Франц Фердинанд
Франц Фердинанд Бенари (нем. Franz Ferdinand Benary; 22 марта 1805, Кассель — 7 февраля 1880, Берлин) — немецкий востоковед и экзегет.

## Биография

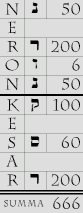
Сумма цифровых значений евр. букв слов «Neron Kesar».

Франц Фердинанд Бенари учился в Бонне, Галле и Берлине, где изучал богословие, философию и восточные языки. В 1831 году стал доцентом Берлинского университета, в 1835 г. доктором богословия.
В 1841 году выдвинул гипотезу что Число зверя 666 (Отк. 13:18) есть сумма цифровых значений евр. букв, к-рые образуют слова «Нерон кесарь». Эта догадка почти одновременно была выдвинута Гитцигом и Ройссом. Кроме того, Б. отождествил 5 царей Отк. 17:10 с Августом, Тиберием, Калигулой, Клавдием и Нероном и датировал Апокалипсис 68 годом (правление Гальбы). В наст. время большинство библеистов предпочитает датировку свт. Иринея Лионского, который отнес Откровение к царствованию Домициана (90-е гг. I в.).
Его брат Агатон Бенари (1807—1860) изучал филологию в Геттингене и Галле; читал лекции о греческой и латинской литературе. Результатом его занятий было сочинение «Röm. Lautlehre» (Т. 1, Берлин, 1837).

## Работы
- Nalodaya: Sanscritum carmen Calidaso adscriptum / una cum Pradschnacari Mithilensis scholiis ed., lat interpretatione atque annot. criticis instruxit Ferdinandus Benary. Берлин, 1830. Микрофильм. Библиотека Тюбингенского университета.
- Coniectanae quaedam in Vetus Testamentum. Берлин, 1835.
- «De Hebraeorum Leviratu». books.google.gr. Дата обращения: 22 марта 2020.. Берлин, 1835.